# 片岡富枝
片岡 富枝（かたおか とみえ、1944年11月2日 - ）は、日本の女優、声優。劇団青年座所属。千葉県松戸市出身。
主な出演作品に、『オバタリアン』（絹代）、『ツヨシしっかりしなさい』（井川美子）、「ディズニー」シリーズ（カンガ、フロー、シェンジ、ストレッチ）などがある。

## 略歴
実家は800年ほど前からある茨城県の寺。
祖父は19歳の時に突然出奔して、旅役者の一座に入っていた座付き作者。祖母は祖父が実家に戻ってきた時に連れてきた一座の座長の娘。母親は1912年（大正元年）9月1日生まれで、2022年に110歳となった。親戚にも民謡、新内、小唄を謡う人、俳優など表現者が多く、中学生の頃から演劇部に入って演劇に熱中していた。
江戸川女子高等学校卒業。一度は会社に勤めていたが、役者になる夢を捨てられなく「このままでいいのか。このままでいいのか」と悶々として、OLをしながら舞台芸術学院講習科に入学。
1967年に劇団薔薇座の舞台『双頭の鷲』を東京厚生年金会館に観に行っており、観劇後のアンケートに芝居の感想、役者になりたい希望を書いていた。後日、手紙が届き、差出人は薔薇座に所属していた遠藤晴で「ぜひ、薔薇座にお入りなさい」と書いてあり、「これは受けるしかない」と思い、試験を受けて劇団薔薇座に入団して、女優、声優としての活動を始める。その後は劇団同人会、劇団櫂、オフィス央、ぷろだくしょんバオバブ、81プロデュースに所属し、1991年に劇団青年座に入団。
2018年、第12回声優アワードにて功労賞を受賞。
2024年、山寺宏一、梶裕貴ら他の有名声優26名と共同で、本人に無断で学習・生成される生成AI音声や映像に反対する有志の会として『NOMORE 無断生成AI』を結成した。

## 人物
声種はアルト。
所属する青年座主催の演劇での活動を主とするが、他劇団主催の演劇や、テレビドラマにも出演する。またアニメや吹き替えで声優としても活動している。
声優業では豪快で太った強烈なオバサン役を得意としている。洋画吹き替えではウーピー・ゴールドバーグを担当している（ほぼ専属）。
特技はスキー、三味線、かっぽれ、華道。

## 出演
太字はメインキャラクター。

### テレビドラマ
- 浅見光彦シリーズ
- 素敵に女ざかり
- 温泉に行きたい（1992年）
- 清左衛門残日録（1993年） - たえ 役
- 花の乱（1994年） - 老侍女
- お見合いの達人（1994年） ‐ 大崎文江 役
- 君といた夏（1994年）
- グッドモーニング（1994年）
- 輝く季節の中で（1995年）
- 松本清張特別企画・証明（1994年11月14日） - 若松 役
- 松本清張特別企画・夜光の階段（1995年9月25日）
- 3年B組金八先生 第4シリーズ（1995年 - 1996年） - 杉山トシ（修一の母） 役
- 松本清張特別企画・紐（1996年7月1日）
- ひとりっ子同志（1996年）
- 砂の城（1997年） - たね 役
- 新・女検事 霞夕子11 家族写真（1997年7月22日）
- 家族になろうよ!（1999年）
- はぐれ刑事純情派（ANB / 東映）
  - 第12シリーズ 第10話「カラスが告発した真犯人!? 近所迷惑な女」（1999年）
- チープラブ（1999年）−スーパーの店員役
- 蔵の宿（2000年）
- 空から降る一億の星（2002年） - 定食屋「たぬき」のおばさん 役
- 松本清張スペシャル・鬼畜（2002年10月15日）
- 年下の男（2003年） - 銀座弁当従業員 役
- ワンハート〜この空の下で〜（2003年）
- 真実一路（2003年版） - トキ 役
- エンジン（2005年） - 刀根ふじ 役
- 汚れた舌（2005年） - 100円ショップの店員 役
- 松本清張スペシャル・指（2006年2月21日）
- 大好き!五つ子GO!!（2006年、2007年、2008年） - 店長 役
- 浅草ふくまる旅館 第1シリーズ4話（2007年） - 立花宗佑の妻役
- 渡る世間は鬼ばかり 第9シリーズ20話（2008年） - 客 役
- 相棒 season 6 第13話（2008年1月30日） - 管理人役
- 33分探偵 第2話（2008年8月9日） - 吉田 役
- コールセンターの恋人 第9話（2009年9月4日） - 松尾佳子 役
- ハンチョウ〜神南署安積班〜シリーズ3（2010年）
- デカワンコ（2011年）
- 検事・朝日奈耀子10（2011年2月12日）
- 海賊戦隊ゴーカイジャー 第7話（2011年4月3日）
- なぜ君は絶望と闘えたのか（2010年） - 飯田雅子 役
- 浪花少年探偵団（2012年9月17日）
- 孤独のグルメ Season2 第7話 （2012年11月21日、テレビ東京） - お母さん3 役
- 温泉女将ふたりの事件簿3（2014年1月22日） - 橘静代 役
- 家売るオンナ 第6話（2016年8月17日） - 半田さとみ 役
- 月曜名作劇場 西村京太郎サスペンス 十津川警部シリーズ4「愛と裏切りの伯備線」（2017年10月16日、TBS） - 田代ふみ 役
- 葉村晶シリーズ（2020年） - 糸永静江 役
- 日曜プライム 「法医学教室の事件ファイル47」（2020年） - 藤田茂子 役
- 警視庁ゼロ係〜生活安全課なんでも相談室〜 第5シリーズ（2021年） - 三宅雅代 役

### 映画
- わが心の銀河鉄道 宮沢賢治物語（1996年10月19日）
- 東京夜曲（1997年6月21日）
- 学校3（1998年10月17日）
- ココニイルコト（2001年6月23日）
- 釣りバカ日誌14 お遍路大パニック!（2003年9月20日）
- 母べえ（2008年1月26日）
- うさぎドロップ（2011年8月20日）
- つやのよる（2013年1月26日）
- 妻よ薔薇のように 家族はつらいよIII（2018年5月25日）

### ラジオドラマ
- 青春アドベンチャー（NHK-FM）
  - 『ストーリーボックス ザ・マネー』(1)(3)（2025年2月3日、5日）[16]

### テレビアニメ
1979年
- 機動戦士ガンダム（おばさん）
- ドラえもん（テレビ朝日版第1期）

1980年
- タイムパトロール隊オタスケマン（ドワルスキーの母、女隊長）

1981年
- フーセンのドラ太郎（フミ）

1982年
- おちゃめ神物語コロコロポロン（ペルセポネー、ケレス）
- 怪物くん（マジョリカ）
- The♥かぼちゃワイン（きよ、農夫）
- 新みつばちマーヤの冒険（ジャンの母）
- 手塚治虫のドン・ドラキュラ（ブロンダ、パンダ）
- 野生のさけび

1983年
- アルプス物語 わたしのアンネット（エリザベート・モレル）
- キャプテン
- 特装機兵ドルバック（おばさん、母）
- フクちゃん（おばあさん）
- プラレス3四郎（哲也の母）
- みゆき（漢文教師）

1984年
- ガラスの仮面
- 宗谷物語（杉村）
- 大自然の魔獣バギ（叔母さん）
- 超力ロボ ガラット（オカーヤン）
- パーマン（母親）
- 牧場の少女カトリ（ヘンリッカ）
- よろしくメカドック（月成友子）

1985年
- おねがい!サミアどん
- 小公女セーラ（イライザおばさん）
- プロゴルファー猿（キャディ）
- 名探偵ホームズ（おばさん）

1986年
- 愛少女ポリアンナ物語（ベティ・モルフェイ）
- 機動戦士ガンダムΖΖ（老婆）
- 青春アニメ全集（園長）
- ハイスクール!奇面組（札仁巣牌子）

1987年
- エスパー魔美（1987年 - 1988年、母親、宿のおばさん）
- グリム名作劇場（魔女）
- シティーハンター（おとら）
- ドテラマン（鬼の子のおばさん）
- ついでにとんちんかん（1987年 - 1988年、なぞなぞバーサン、大家のばあさん）
- のらくろクン（おばあさん、デブの女王、新小岩のママ）

1988年
- 小公子セディ（イルマ）
- トッポ・ジージョ（プテラ）
- ひみつのアッコちゃん（園長先生）
- 魔神英雄伝ワタル（ビビデ・ババ・デブー）

1989年
- ジャングル大帝（ゴルガ）
- ダッシュ!四駆郎（バア）
- 藤子・F・不二雄アニメスペシャル SFアドベンチャー T・Pぼん
- ミスター味っ子（モン、トラ子）

1990年
- 美味しんぼ（李京美、女客A、婦長）
- オバタリアン（絹代）
- 雲のように風のように
- たいむとらぶるトンデケマン!（皇后）
- 楽しいムーミン一家（1990年 - 1991年、モラン）
- チンプイ（メェーヤ）
- ドラゴンクエスト（女将）
- 平成天才バカボン（恐怖の女房、太った奥さん、ブランドおばさん、従業員）
- もーれつア太郎（照代）
- 勇者エクスカイザー（カスナ）
- 私のあしながおじさん（エステル）
- 笑ゥせぇるすまん

1991年
- キテレツ大百科（メイド）
- それいけ!アンパンマン（1991年 - 2024年、クマ太〈5代目〉、まくらこぞう、ドクダミ夫人）
- 楽しいムーミン一家 冒険日記（モラン）
- ちびまる子ちゃん（太ったおばあさん）
- 丸出だめ夫（丸出ジャマ江、強井くん）
- 人魚姫 マリーナの冒険（セレナ）
- 満ちてくる時のむこうに（ボクドの母）
- わたしとわたし ふたりのロッテ（レージ）

1992年
- クレヨンしんちゃん（1992年 - 2017年、たけし、戸田、本庄さん）
- ツヨシしっかりしなさい（1992年 - 1994年、井川美子）

1994年
- 赤ずきんチャチャ（不死チョウ、ボニー）

1995年
- 黄金勇者ゴルドラン（おばさん）
- オズ・キッズ（モンビ）

1996年
- きこちゃんすまいる（白鳥いずみ）
- 忍たま乱太郎（ヨシコ）
- 水色時代（浜マツ、師匠）
- 名探偵コナン（1996年 - 2007年、旗本麻理子、湯浅千代子、今岡文枝）
- るろうに剣心 -明治剣客浪漫譚-（ハナ）

1998年
- 浦安鉄筋家族（柳梅）
- カウボーイビバップ（VT）

2001年
- ニャニがニャンだー ニャンダーかめん（おばあさん）

2002年
- サイボーグ009 THE CYBORG SOLDIER（津山）

2003年
- 高橋留美子劇場（利根川の母、パート）

2006年
- 出ましたっ!パワパフガールズZ（シリノ・ジャンコ）

2007年
- エレキング the Animation（眠れぬお母さん）
- 精霊の守り人（仲人）
- 電脳コイル（トメさん）
- おさるのジョージ（レンキンス夫人）

2008年
- ソウルイーター（魔婆様）

2009年
- ねぎぼうずのあさたろう（青梅のおたつ）

2011年
- デュエル・マスターズ ビクトリー（浦無ズバ子）

2016年
- くまみこ（田村）

2017年
- 異世界食堂（長老）
- 妖怪アパートの幽雅な日常（老婆）

2018年
- 三ツ星カラーズ（老婆）

### 劇場アニメ
1981年
- 機動戦士ガンダム（おばさん）

1986年
- ウインダリア（イシス）

1988年
- はれときどきぶた

1993年
- ツヨシしっかりしなさい ツヨシのタイムマシーンでしっかりしなさい（美子）
- Dr.スランプ アラレちゃん んちゃ!ペンギン村はハレのち晴れ（ママンガドン）

2001年
- ドラえもん のび太と翼の勇者たち（ニワトリ）

2002年
- 千年女優（美濃）

2003年
- 映画 あたしンち（熊田）

2007年
- 名探偵コナン 紺碧の棺（居酒屋女将）

2008年
- 崖の上のポニョ

2012年
- おおかみこどもの雨と雪（韮崎のおばさん）

2015年
- コードギアス 亡国のアキト 第3章「輝くもの天より堕つ」（でかい婆さん）

2018年
- クレヨンしんちゃん 爆盛!カンフーボーイズ〜拉麺大乱〜（アグネス）

### OVA
1987年
- ダーティペア（白雪姫）

1990年
- ミノタウロスの皿（ミノアの母）

1991年
- 迷走王ボーダー 社会復帰編（とめ子）

1993年
- アニメ・アート・ビデオ・コレクション 「ジャックと豆の木」（ニワトリ）
- コロンブスの大冒険

1997年
- サクラ大戦 桜華絢爛（大家）

2003年
- 高橋留美子劇場 人魚の森（おばちゃん）※テレビ未放送話

2020年
- GRANBLUE FANTASY The Animation Season2（ジョブお婆さん）※DVD/BD7巻収録テレビ未放送話

### ゲーム
1998年
- 金田一少年の事件簿 星見島 悲しみの復讐鬼（高木ちえ）

1999年
- 俺の料理

2002年
- ガチャろく（おばちゃん）
- ガチャろく2〜今度は世界一周よ!!〜（おばちゃん）

2005年
- キングダム ハーツII（カンガ、シェンジ）
- ワイルドアームズ ザ フォースデトネイター

2011年
- 二ノ国（オカン）

2013年
- パペッティア（エズマー・ポッツ）

2018年
- スーパーロボット大戦X（ビビデ・ババ・デブー）
- グランブルーファンタジー

2022年
- トライアングルストラテジー（グローマ・ユルギナ）

2023年
- OCTOPATH TRAVELER II（マザー）

### 吹き替え

#### 担当女優
ウーピー・ゴールドバーグ
- インスティンクト -異常犯罪捜査-（ジョアン・ロス）
- ゴースト/ニューヨークの幻（オダ・メイ・ブラウン）※テレビ朝日版
- ゴッドファーザー・オブ・ハーレム シーズン2 #7（ウィラ）
- ザ・スタンド（マザー・アバゲイル・フリーマントル）
- ザ・マペッツ
- ステージド2 俺たちの舞台、アメリカ上陸!?（メアリー）
- ティル（アルマ）
- トイ・ストーリー3（ストレッチ）
- ナインイレヴン 運命を分けた日（メッツィー）
- ムーンライト&ヴァレンチノ（シルヴィ・モロー）
- ライオン・キング（シェンジ）
- ライオン・キング3 ハクナ・マタタ（シェンジ）
- ラットレース（ベラ）
- レーシング・ストライプス（フラニー）※日本テレビ版
- 私だけのハッピー・エンディング（神様）
- チャンス! ※機内上映版

キャシー・ベイツ
- ウォーターボーイ（ヘレン・ブーシェ）
- ブラザーサンタ（ママ・クロース）
- ぼくが天使になった日（女子修道院長）

コンチャータ・フェレル
- 俺がハマーだ! シーズン1 #21（グリム判事）
- シザーハンズ（ヘレン）
- Mr.ディーズ（ジャン）
- ミスティック・ピザ（レオナ）

ジェニファー・ルイス
- カーズシリーズ（フロー）
  - カーズ
  - カーズ2
  - カーズトゥーン ラジエーター・スプリングスの仲間たち
  - カーズ/クロスロード

- キャスト・アウェイ（ベッカ・トウィグ）

デラ・リース
- 特攻野郎Aチーム シーズン4 #3（コングの母）
- ハーレム・ナイト（ヴェラ）※フジテレビ版
- ピケット・フェンス
- ビューティー・ショップ（タウナー夫人）
- ヤングライダーズ

#### 映画（吹き替え）
- アイ・オリジンズ
- 愛と死の間で（テッパー夫人〈ミリアム・マーゴリーズ〉、シスター・コンスタンス）※ソフト版
- アウト・オブ・タウナーズ（フローレンス・ニードルマン）
- 赤ちゃんはトップレディがお好き（アトウッド夫人、町長）※機内上映版
- 悪魔の沼（ルビー）
- 悪魔のビンゴカード（ドロレス）
- アシッド・ハウス（ドリーン・コイル）
- 熱き愛に時は流れて（ブルーの叔母）
- アリス・イン・ワンダーランド（イモージェン叔母さん〈フランシス・デ・ラ・トゥーア〉）※劇場公開版
- アパートの鍵貸します ※TBS版
- アンドロメダ…（ルース・レヴィット博士）※ソフト版
- アントワン・フィッシャー きみの帰る場所（テイト夫人）
- 1984（パーソンズ夫人）
- 祈りのちから（クララ〈カレン・アバクロンビー〉）
- インタビュー・ウィズ・ヴァンパイア（広場の女性）※フジテレビ版
- インナースペース ※TBS版
- ウィズ（イヴリーン〈メイベル・キング〉）
- ウォーターボーイ（ママ〈キャシー・ベイツ〉）
- 麗しのサブリナ（マーガレット〈マージョリー・ベネット〉）※ソフト版
- 運命の扉（マッケイ夫人）
- エアフォース・ワン（ホワイトハウスのオペレーター）※日本テレビ版
- エアポート・アドベンチャー クリスマス大作戦（ジュディ〈テリー・ガー〉）
- エアポート'77/バミューダからの脱出（ドロシー〈メイディ・ノーマン〉）※テレビ朝日版
- SF/ボディ・スナッチャー（トン夫人）
- XYZマーダーズ（ヘレン〈ルイーズ・ラサー〉）
- エデンの東 ※機内上映版
- L.A.コンフィデンシャル（スーザンの母親）※フジテレビ版
- エンゼル・ハート（イジーの妻）※フジテレビ版
- 追いつめられて（ロレイン）※テレビ朝日版
- お葬式だよ全員集合!（キャシディ）
- 男が女を愛する時（ジーナ・メンデス）
- カイロの紫のバラ（デライラ）
- 風と共に去りぬ ※機内上映版
- カラーズ 天使の消えた街（リタ・ガレゴス、黒人女1、黒人女3、ロレッタ、フィールグッド夫人、女2）
- カレンダー・ガールズ（ジェシー〈アネット・クロスビー〉）
- ガントレット（ウェイトレス）
- キッド（クラリッサ）
- キャット・ピープル（タクシー運転手）※テレビ朝日版
- グース（女性教師、農家の夫人）※ソフト版
- グーニーズ（フラッテリー・ママ〈アン・ラムジー〉）※ソフト版、（ロザリータ〈ルーペ・オンティヴェロス〉[35]）※TBS版
- クロコダイル・ダンディー2（アイダ、ドリス）※ソフト版
- 刑事ニコ/法の死角 ※TBS版
- 激流（ゲイルの母）※ソフト版
- ゴースト/ニューヨークの幻（オーティーシャ）※ソフト版
- ゴーストハンターズ（オトゥール夫人）
- ゴールデン・チャイルド（ジュディ）※テレビ朝日版
- 恋におちたシェイクスピア（エリザベス女王〈ジュディ・デンチ〉[36]）
- コットンクラブ（マダム・サンクレア）※TBS版
- コブラ（看護師）※TBS版
- コラテラル（アイダ〈イルマ・P・ホール〉）
- サイコ（エリザ・チェンバース〈アン・ヘイニー〉）
- ザ・カンニング アルバイト情報（マリリン）
- ザ・ビジター（ジェーン・フィリップス〈シェリー・ウィンタース〉）
- 3人のゴースト（ホームレス〈アン・ラムジー〉）
- ジーパーズ・クリーパーズ（ジェゼル・ゲイ・ハートマン〈パトリシア・ベルチャー〉）
- ジェシカおばさんの事件簿/遺言に隠された謎（キティ・マーフィ）
- ジェット・ローラー・コースター ※日本テレビ版
- 地獄のプリズナー/狙われた美人教師（マルシー〈ペギー・レエ〉）
- シティヒート（ペギー・バーカー）※フジテレビ版
- 上海ブルース（ユー会長〈ウォン・マン〉）
- スカーレット・レター（ハリエット・ヒボンズ〈ジョーン・プロウライト〉）
- 過ぎゆく時の中で（ポーポーの母）
- スターゲイト（バーバラ・ショア博士）※フジテレビ版
- スターダスト・メモリー（シャーロット・エムズ、ペイソン夫人）
- スタートレック 叛乱（キューザー）
- スピード（ヘレン〈ベス・グラント〉）※フジテレビ版
- スペル（シルヴィア・ガーナッシュ〈ローナ・レイヴァー〉）
- スモーキン・エース/暗殺者がいっぱい
- 世界中がアイ・ラヴ・ユー（フリーダ）
- ソウル・フード（ビッグ・ママ・ジョー〈イルマ・P・ホール〉）
- ターナー&フーチ/すてきな相棒（レミントン夫人）※機内上映版
- ダイ・ハード（ポーリーナ〈ベティ・カルヴァロー〉）※ソフト版
- 007/美しき獲物たち（マニーペニー〈ロイス・マクスウェル〉）※TBS版
- ダブル・ジョパディー ※ソフト版
- ダミー（ガーケル）
- タワーリング・インフェルノ（ポーラ・ラムジー市長夫人〈シーラ・アレン〉）※日本テレビ版
- チャーリーズ・エンジェル フルスロットル（ボスレーの母親〈ジャネット・デュボワ〉）※ソフト版
- 超能力学園Z（デクスター夫人）
- 月の輝く夜に（リタ・カストリーニ〈ジュリー・ボヴァッソ〉）※JAL機内上映版
- ティーン・ウルフ（科学教師）
- デルタ・フォース（シルヴィア・ゴールドマン〈レイニー・カザン〉）
- 天使の自立（マッケイ夫人）
- トータル・リコール（大柄な女性）※ソフト版
- トゥモロー・ワールド（ミリアム〈パム・フェリス〉）
- ドク・ハリウッド（パッカー看護師）※ソフト版
- ドッグ・イン・パラダイス（オルカ）
- 隣のリッチマン
- ドミノ（エドナ・フェンダー〈デイル・ディッキー〉）
- ドラグネット 正義一直線（イーニッド・ボーデン〈キャスリーン・フリーマン〉）※機内上映版
- トランスフォーマー（グレンの祖母）
- ドン・サバティーニ（アンジェリーナおばさん）
- ナイトメア・シティ（リズ〈サラ・フランケッティ〉）
- 南部の唄（テンピー〈ハティ・マクダニエル〉）※ブエナ・ビスタ版
- ネバーセイ・ネバーアゲイン（シュラブランドのコック）※機内上映版
- ノーバディーズ・フール（バーディ〈マーゴ・マーティンデイル〉）
- バーニング（娼婦）
- パーフェクト・ワールド（ロッティ）※テレビ東京版
- パイレーツ・オブ・カリビアン/ワールド・エンド（マダム・チン）
- 裸の銃を持つ男（ドミニク）※テレビ朝日版
- 裸の銃を持つ男PART33 1/3 最後の侮辱（ミュリエル〈キャスリーン・フリーマン〉）※テレビ朝日版
- バック・トゥ・ザ・フューチャー（寄付集めの女性〈エルザ・レイヴン〉）※ソフト版、（ステラ・ベインズ〈フランシス・リー・マッケイン〉）※フジテレビ版
- 800万の死にざま
- パニック・フライト（夫人〈アンジェラ・ペイトン〉）
- バニラ・スカイ（ベアトリス）
- パパ/ずれてるゥ!（カリーナの母）
- パラダイスの天使たち（エドナ・ファーポ〈フローレンス・スタンリー〉）
- パリの恋人（ラファルジュ）※ソフト版・機内上映版
- ハロウィンII（エルロド夫人〈ルシール・ベンソン〉）
- ビッグ（パターソン〈デブラ・ジョー・ラップ〉）※ソフト版
- ビリー・ホリデイ物語/奇妙な果実（イヴォンヌ）
- ヒンデンブルグ（ローチ夫人）※日本テレビ版
- 敏腕刑事メアリー
- プーと大人になった僕（カンガ〈声：ソフィー・オコネドー〉[37]）
- ファミリービジネス（裁判長〈イザベル・オコナー〉）
- ファングルフ/月と心臓 ※テレビ東京版
- フィービー・ケイツの 私の彼は問題児（看護師〈シェリル・ホーカー〉）※VHS版
- 不思議の国のアリス（ドードー鳥〈シェリー・ウィンタース〉）
- フック（ライザ〈ローレル・クローニン〉）
- ブラック・ドッグ（エイブリー・チーフ〈ロレイン・トゥーサント〉）※ソフト版
- ブラック・ナイト（ボスティック）
- フラッシュダンス（ローズマリー）
- フリーキー・フライデー（ベッツィ）
- フリーダム・ライターズ（ミープ・ヒース〈パット・キャロル〉）
- ブルー きみは大丈夫（上の階のおばあさん〈バーバラ・アンドレス〉[38]）
- ブルベイカー（レンフロ夫人）
- プロブレム・チャイルド/うわさの問題児（シスターボス）
- ペーパー・ムーン（オリー）※TBS版
- ベイビーズ・デイアウト/赤ちゃんのおでかけ（大柄な女性〈ロビン・バーバー〉）
- ベイビー・トーク（ジュリーの声〈ジョーン・リバーズ〉）※ソフト版
- ベイブ（ヴァルダ）※日本テレビ版
- ホーム・アローン（レスリー・マカリスター〈テリー・スネル〉）※フジテレビ版
- 僕のボーガス（パートリッジ夫人）
- 星の王子 ニューヨークへ行く（エオリオン王妃〈マッジ・シンクレア〉）※ソフト版
- ポセイドン・アドベンチャー（看護婦〈シーラ・アレン〉）※日本テレビ版・LD版
- ポルターガイスト3 / 少女の霊に捧ぐ…（タンジーナ〈ゼルダ・ルビンスタイン〉）
- ホンコン・フライド・ムービー（チムの妻）
- マカロニ・ウエスタン 800発の銃弾（ロシオ〈テレレ・パベス〉）
- マック（リンダ〈ローラ・ウォーターベリー〉）※機内上映版
- マップ・オブ・ザ・ワールド（ネリー・グッドウィン〈ルイーズ・フレッチャー〉）
- マトリックス（オラクル〈グロリア・フォスター〉）※フジテレビ版
- マトリックス リローデッド（オラクル〈グロリア・フォスター〉）※フジテレビ版
- マニトウ
- マネー・ピット（ベニーの母）※TBS版
- 真夜中のカーボーイ ※TBS版
- マリー・アントワネット（マリア・テレジア〈マリアンヌ・フェイスフル〉）
- 身代金（ファティマ）※テレビ朝日版
- ミラクル・マスクマン（リーの母）
- 無防備都市
- 猛獣大脱走
- 野獣捜査線（トニーの母）
- 野獣の瞳（チャン夫人〈ボニー・ウォン〉、教師〈アン・ホイ〉）
- 郵便配達は二度ベルを鳴らす
- ライラの冒険 黄金の羅針盤（マ・コスタ〈クレア・ヒギンズ〉）※テレビ朝日版
- ラヴェンダーの咲く庭で（ドルカス〈ミリアム・マーゴリーズ〉）
- ラスト・キョンシー（冬冬の母）
- ラスト・チャンスをあなたに（リンダの母、ヘイウッド夫人）
- リッチー・リッチ 夢のマシンをとりもどせ!（ピーボディ婦人〈キャスリーン・フリーマン〉）
- リトルキョンシー 幽霊童子（女将）
- 理由（エヴァンジェリン〈ルビー・ディー〉）※ソフト版
- 理由なき反抗 ※TBS版
- ルーカスの初恋メモリー
- 霊幻道士5 ベビーキョンシー対空飛ぶドラキュラ!（マザー）
- レディホーク
- レリック
- ロード・トリップ パパは誰にも止められない!（ジェームズの母）
- ロッキー4/炎の友情 ※TBS版
- ロマンシング・ストーン 秘宝の谷（アーウィン夫人）※テレビ朝日版
- 若草物語（マーチおばさん〈メアリー・ウィックス〉）

#### ドラマ
- iCarly
- アガサ・クリスティー ミス・マープル
  - 牧師館の殺人（マージョリー〈ミリアム・マーゴリーズ〉）
  - 動く指（モード・デイン・カルスロップ〈フランシス・デ・ラ・トゥーア〉）
  - 親指のうずき（エイダ・ベレズフォード〈クレア・ブルーム〉）
  - 復讐の女神（アグネス・カーソン修道院長〈アン・リード〉）
  - ポケットにライ麦を（クランプ夫人〈ウェンディ・リチャード〉）
- ER緊急救命室
  - シーズン2 #11（プルー〈エディ・バード〉）
  - シーズン3 #15（マリタ〈ルース・マレチェック〉）
  - シーズン9 #17（ルース）
  - シーズン15 #13（バーバラ・ファインゴール〈デブラ・ムーニー〉）
- F.B.EYE!! 相棒犬リーと女性捜査官スーの感動!事件簿 #3（大家さん）
- 俺がハマーだ! シーズン1 #17（クレープ）
- キャシーのbig C いま私にできること（マーリーン〈フィリス・サマーヴィル〉[39]）
- 恐竜家族
- グッドラック・チャーリー（エステル・ダブニー〈パトリシア・ベルチャー〉）
- glee/グリー（シャノン・ビースト〈ドット・ジョーンズ〉）
- グレイズ・アナトミー7（グラディス〈ドリス・ロバーツ〉）
- ゲーム・オブ・スローンズ（オレナ・レッドワイン〈ダイアナ・リグ〉）
- 刑事コロンボシリーズ
  - 刑事コロンボ 策謀の結末（マリオン、ジョーン）※日本テレビ版
  - 刑事コロンボ 恋におちたコロンボ（電話会社の係員）
  - 刑事コロンボ 死者のギャンブル（ウェイトレス）
- ジェシカおばさんの事件簿 #1（エリノア〈ヴァージニア・メイヨ〉）、スペシャル（キティ・マーフィー）
- ジム・ヘンソンのストーリーテラー（トロロップ）
- シャーロック・ホームズの冒険
  - 青い紅玉（ジェームズの姉）
  - プライオリ・スクール（ヘイズ夫人）
- 情熱のシーラ（カンデラリア〈マリ・カルメン・サンチェス〉）
- 新スタートレック（ヘレナ・ロジェンコ）
- スーパーキャリア/超巨大空母緊急出動!（ビリー・コステロ）
- スカーレット/続・風と共に去りぬ（マミー〈エスター・ローレ〉）
- スキップ・ビート! 〜華麗的挑戦〜
- スタートレック:ディープ・スペース・ナイン（カイ・ウィン）※第3〜5シーズン
- スペース・レンジャーズ（シェノー司令官〈リンダ・ハント〉）
- タバサ（カサンドラ〈メアリー・ウィックス〉）
- 地上最強の美女たち!チャーリーズ・エンジェル シーズン1 #11（グレース・ロードヒーヴァー）※追加収録部分
- 超音速攻撃ヘリ エアーウルフ シーズン3 #2（ビンガム）
- デスパレートな妻たち（ホワニータ・ソリス〈ルーペ・オンティヴェロス〉）
- 特捜刑事マイアミ・バイス（トゥルーディ・ジョブリン刑事〈オリビア・ブラウン〉）
- 特攻野郎Aチーム
  - シーズン2 #6（ティナ・ラヴェル〈リズ・シェリダン〉）
  - シーズン4 #19（バベット）
- NY市警緊急出動部隊 トゥルー・ブルー（サカラリス夫人）
- パパにはヒ・ミ・ツ シーズン2 #23・24（キャロル）
- ハンドメイズ・テイル/侍女の物語（リディアおば〈アン・ダウド〉[40]）
- ファン・ジニ（ケトンの母）
- フルハウス（シャーリー・アリババホテル＆カジノで出演した女性）
- 冒険野郎マクガイバー シーズン2 #21（ヘレン・ウィルソン）
- ミルドレッドの魔女学校（カックル校長）※Netflix版
- 名探偵ポワロ（ロス）
- LOST（ローズ・ナドラー〈L・スコット・コードウェル〉）
- ワーグナーの生涯（ミンナ）※TBS版
- スター・ウォーズ:スケルトン・クルー シーズン1 #6（チェルト）

#### アニメ
- アイス・エイジ
- ANIMANIACS（キティー・ガーライル）
- ウォレスとグルミット 野菜畑で大ピンチ!（マルチ夫人）
- おさるのジョージ（2007年 - 、レンキンス夫人）
- くまのプーさん（カンガ）
  - くまのプーさん 完全保存版※ブエナ・ビスタ版
  - くまのプーさん 完全保存版II ピグレット・ムービー
  - ティガー・ムービー プーさんの贈りもの[41]
  - くまのプーさん プーさんのオバケたいじ
  - くまのプーさん 冬の贈りもの
  - くまのプーさん みんなのクリスマス
  - くまのプーさん ザ・ムービー/はじめまして、ランピー!
  - くまのプーさん ルーの楽しい春の日
  - くまのプーさん ランピーとぶるぶるオバケ
  - 新くまのプーさん
  - プーさんといっしょ
  - ザ・ブック・オブ・プー（ガチョウおばさん）
  - くまのプーさん (2011)
- 史上最強のグーフィー・ムービー Xゲームで大パニック!
- スター・ウォーズ:ヤング・ジェダイ・アドベンチャー（ウィーボ）
- ぞうのババール（ラタックス王妃）
- タンタンの冒険（ペギー）
- トムとジェリー（お手伝いさん）※VHS・DVD版
- ハイ・ホー7D（魔法の鏡）
- ハウス・オブ・マウス（ハートの女王、シェンジ）
- パパはグーフィー（グーフィリアおばさん）
- パラノーマン ブライス・ホローの謎（グランマ〈声：エレイン・ストリッチ〉）
- フリージ（ウム・ハマス[42]、ウム・ハマスの母、カシューナ、嫁候補E）
- ヘラクレス（がっしりした女[要出典]）
- マウス・タウン ロディとリタの大冒険（リタのおばあちゃん）
- ミュータント・タートルズ（1987年東和ビデオ版）（サワキ・ミヨコ）
- ムーラン（仲人さん）
  - ムーラン2
- モンスターVSエイリアン
- モンスター・ホテル（グレムリンの妻[43]）
- ライオン・キングのティモンとプンバァ（シェンジ）

### その他コンテンツ
- 東京ディズニーランド
  - フィール・ザ・マジック（シェンジ）
  - プーさんのハニーハント（カンガ）
- ネプ&イモトの世界番付（バカ姉さんの吹き替え）